# Acanthodelta lienardiana
Acanthodelta lienardiana là một loài bướm đêm trong họ Noctuidae.